# TVP Sport
TVP Sport là một kênh truyền hình Ba Lan do TVP quản lý. Kênh được lên sóng vào ngày 18 tháng 11 năm 2006. Kênh có sẵn trên Canal+, Cyfrowy Polsat, cũng như qua các nhà cung cấp cáp.

## Dừng phát sóng
Phát sóng SD qua vệ tinh (Eutelsat Hot Bird) đã bị dừng hoạt động vào ngày 6 tháng 4 năm 2017.

## Bản quyền phát sóng
- Thế vận hội

### Điền kinh
- Giải vô địch điền kinh châu Âu
- Giải vô địch điền kinh trong nhà châu Âu
- Giải vô địch điền kinh thế giới
- Giải vô địch điền kinh U-20 thế giới
- Janusz Kusociński Memorial
- Kamila Skolimowska Memorial
- Pedro's Cup

### Đua xe đạp
- UCI Road World Championships
- UCI Mountain Bike & Trials World Championships
- UCI Track Cycling World Championships
- Tour de Pologne
- Tour de Suisse
- Arctic Race of Norway

### Cưỡi ngựa
- Những cuộc thi đấu quan trọng nhất ở Ba Lan

### Bóng đá
- Giải vô địch bóng đá thế giới
- Giải vô địch bóng đá châu Âu
- UEFA Champions League (chỉ phát những trận đấu được chọn)[2]
- UEFA Europa League
- UEFA Nations League
- UEFA Europa Conference League
- Ekstraklasa (chỉ phát những trận đấu được chọn)
- Cúp Nhà vua Tây Ban Nha

### Bóng đá trong nhà
- Futsal Ekstraklasa

### Bóng ném
- Polish Superliga (bóng ném nam)
- Ekstraklasa (bóng ném nữ)
- Giải vô địch bóng ném nam châu Âu
- Giải vô địch bóng ném nữ châu Âu
- Giải vô địch bóng ném nam thế giới
- Giải vô địch bóng ném nữ thế giới

### Khúc côn cầu trên băng
- Giải vô địch khúc côn cầu trên băng thế giới
- Polska Liga Hokejowa
- Polish Cup

### Thể thao tốc độ
- Polish First League

### Quần vợt
- Các giải đấu WTA

### Cử tạ
- Giải vô địch cử tạ thế giới
- Giải vô địch cử tạ châu Âu
- Polish Championships

### Thể thao mùa đông
- Giải vô địch trượt tuyết thế giới FIS Nordic
- FIS Ski Jumping World Cup
- Biathlon World Cup

## Logo qua các thời kỳ

2006 - 2009
2010 - 11 tháng 1 năm 2014
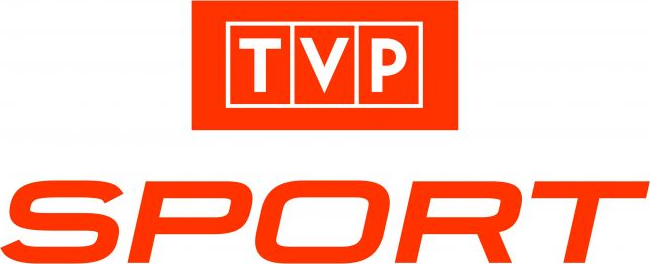
12 tháng 1 năm 2014 - 11 tháng 6 năm 2021
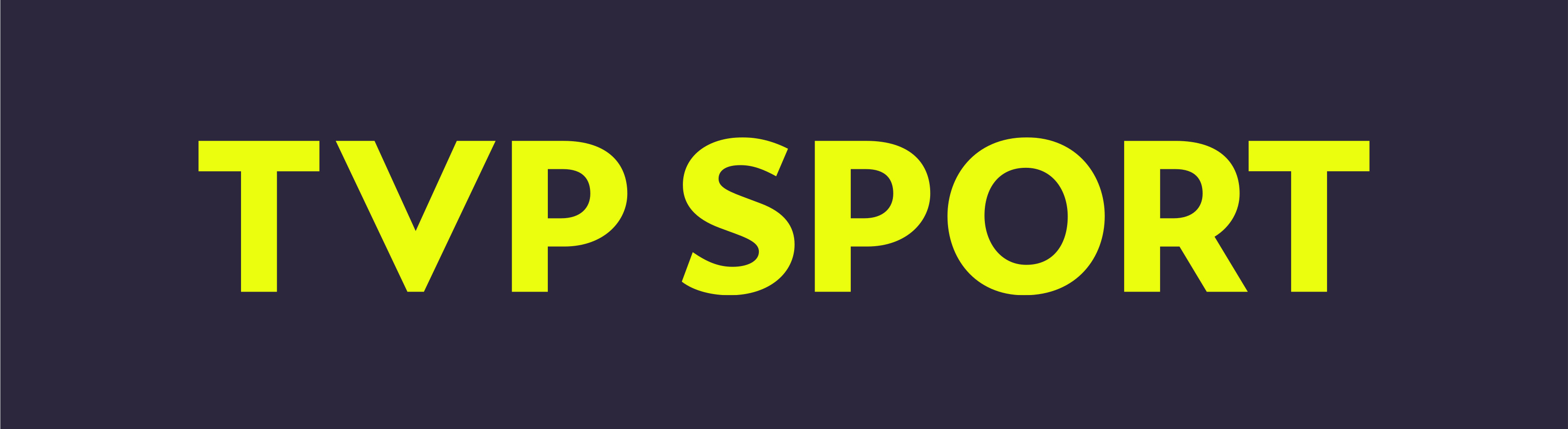
11 tháng 6 năm 2021 – nay